# Hayley Atwell
Hayley Elizabeth Atwell (Londen, 5 april 1982) is een Brits-Amerikaanse actrice, die onder andere bekend is door haar optreden in films als Cassandra's Dream, The Duchess, Captain America: The First Avenger en The Pillars of the Earth.

## Biografie
Atwell heeft zowel de Britse als de Amerikaanse nationaliteit doordat haar vader Amerikaan is. Ze bezocht een katholieke meisjesschool in West-Londen. In 2005 studeerde ze af aan de Guildhall School of Music and Drama. Atwell begon haar carrière met rolletjes in enkele BBC-televisieproducties. Haar eerste grotere rol was in de miniserie The Line of Beauty in 2006. Het jaar daarna kreeg ze haar eerste filmrol in How About You. Daarna speelde ze mee in Cassandra's Dream van Woody Allen. Haar doorbraak kwam vier jaar later in 2011 als de Britse agente Peggy Carter in Captain America: The First Avenger. Ze vertolkte deze rol nadien opnieuw in andere films en series binnen het Marvel Cinematic Universe, bestaande uit de vervolgfilm Captain America: The Winter Soldier, Agents of S.H.I.E.L.D., Marvel One-Shot: Agent Carter, Agent Carter, Avengers: Age of Ultron, Ant-Man, Avengers: Endgame, What If...? en Doctor Strange in the Multiverse of Madness.

## Filmografie

### Film
| Jaar | Titel                                         | Rol                  | Opmerking            |
| ---- | --------------------------------------------- | -------------------- | -------------------- |
| 2007 | How About You                                 | Ellie Harris         |                      |
| 2007 | Cassandra's Dream                             | Angela Stark         |                      |
| 2008 | Brideshead Revisited                          | Lady Julia Flyte     |                      |
| 2008 | The Duchess                                   | Elisabeth Foster     |                      |
| 2009 | Love, Hate                                    | Hate                 | Korte film           |
| 2010 | Tomato Soup                                   | Filmster             | Korte film           |
| 2010 | The Pillars of Earth                          | Aliena               | miniserie            |
| 2011 | Captain America: The First Avenger            | Peggy Carter         | Hoofdrol             |
| 2012 | I, Anna                                       | Emmy                 |                      |
| 2012 | The Sweeney                                   | Nancy Lewis          |                      |
| 2013 | Jimi: All Is by My Side                       | Kathy Etchingham     |                      |
| 2013 | Marvel One-Shot: Agent Carter                 | Peggy Carter         | Korte film; hoofdrol |
| 2014 | Captain America: The Winter Soldier           | Peggy Carter         |                      |
| 2014 | Testament of Youth                            | Hope Milroy          |                      |
| 2015 | Cinderella                                    | Ella's moeder        |                      |
| 2015 | Avengers: Age of Ultron                       | Peggy Carter         | Cameo                |
| 2015 | Ant-Man                                       | Peggy Carter         | Cameo                |
| 2016 | Return of the Spider Monkeys                  | stem                 | Tv-documentaire      |
| 2018 | Christopher Robin                             | Evelyn Robin         |                      |
| 2019 | Avengers: Endgame                             | Peggy Carter         |                      |
| 2022 | Doctor Strange in the Multiverse of Madness   | Captain Peggy Carter |                      |
| 2023 | Mission: Impossible – Dead Reckoning Part One | Grace                |                      |
| 2024 | Paddington in Peru                            | Madison              |                      |
| 2025 | Mission: Impossible – The Final Reckoning     | Grace                |                      |

### Televisieserie
| Jaar      | Titel                  | Rol                           | Opmerking                     |
| --------- | ---------------------- | ----------------------------- | ----------------------------- |
| 2013      | Black Mirror           | Martha Powell                 | 1 aflevering, "Be Right Back" |
| 2014      | Agents of S.H.I.E.L.D. | Peggy Carter                  | 2 afleveringen                |
| 2015-2016 | Agent Carter           | Agent Peggy Carter            | 18 afleveringen               |
| 2021-2024 | What If...?            | Peggy Carter / Captain Carter | Stem, 8 afleveringen          |